# Psaltire

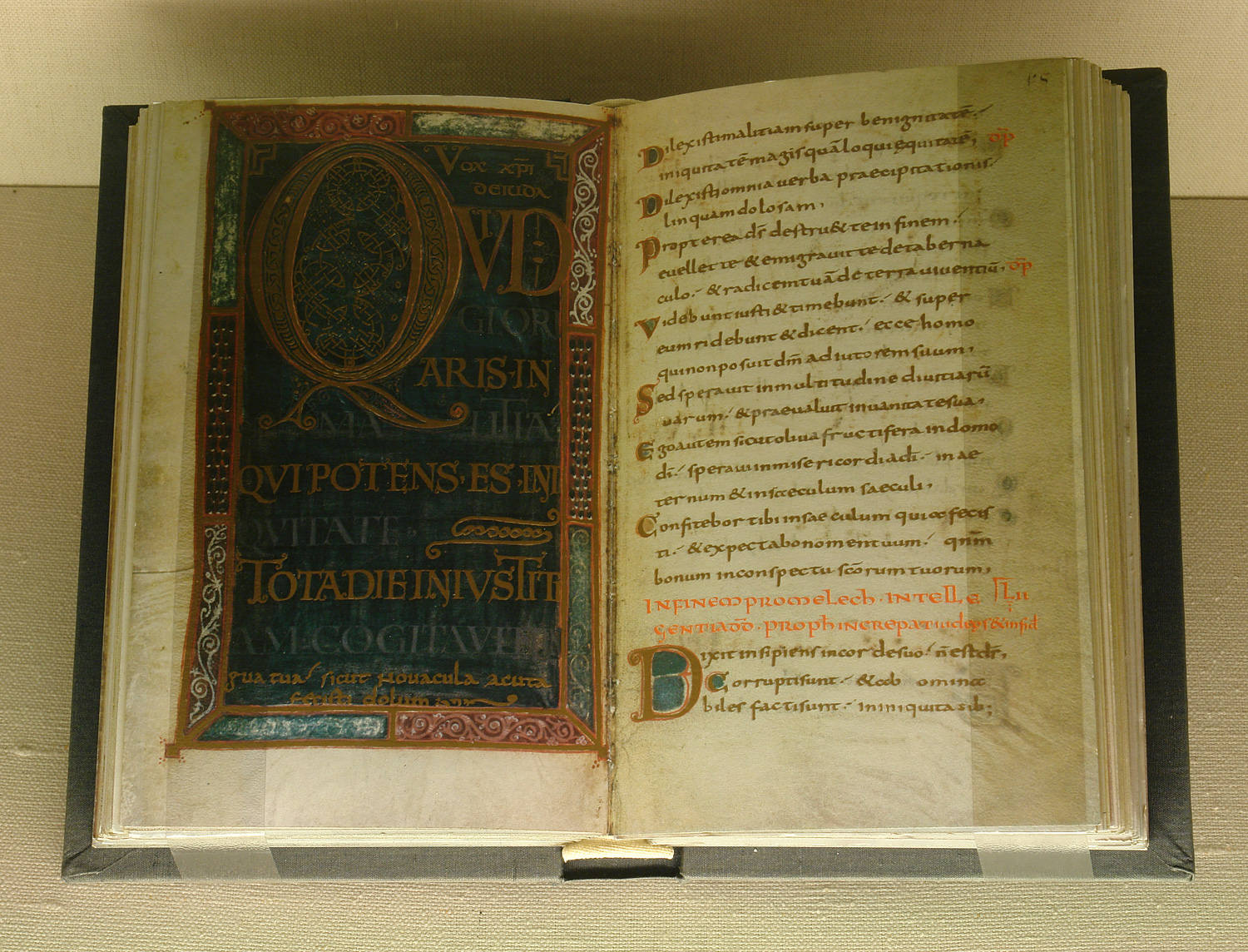
Psaltirea Carolingiană (facsimil)

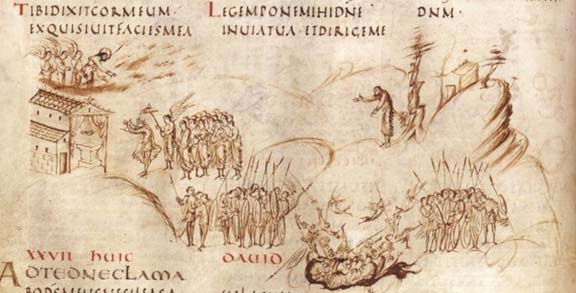
Folio 15b a Psaltirii de la Utrecht ilustrează Psalmul 27

O psaltire este un volum care conține Cartea Psalmilor, de multe ori împreună cu alte texte cu specific religios, precum calendarul liturgic și litania sfinților. Până la tipărirea cărții orelor în perioada medievală târzie, psaltirile erau principalele cărți religioase deținute de laicii bogați și au fost frecvent folosite de copiii care învățau să citească. Multe psaltiri erau bogat decorate și conțineau unele dintre cele mai impresionante exemple de artă ilustrativă medievală.
Termenul românesc „psaltire” provine din cuvântul psalterium din latina ecleziastică, care este pur și simplu numele sub care este cunoscută Cartea Psalmilor (în latina laică, el este termenul ce desemnează un instrument cu coarde, din grecescul ψαλτήριον psalterion). Cartea Psalmilor cuprinde cea mai mare parte a Liturghiei Orelor a Bisericii Romano-Catolice. Alte cărți asociate cu psaltirea au fost Lecționarul, Antifonarul, Responsorialul și Imnariul.

## Creștinismul apusean
Exemplare separate de psaltiri, diferite de copiile psalmilor incluse în edițiile complete ale Vechiului Testament, au fost alcătuite mai întâi în Occidentul latin: în secolul al VI-lea în Irlanda și în jurul anului 700 în Francia.
Psaltirea de la Utrecht intens ilustrată este unul dintre cele mai importante manuscrise carolingiene care s-a păstrat până în epoca modernă și a exercitat o influență majoră asupra dezvoltării ulterioare a artei anglo-saxone. În Evul Mediu psaltirile au fost printre cele mai populare tipuri de manuscrise cu anluminuri, alături de evangheliare, preluând treptat rolul de principal manuscris bogat ilustrat. Începând de la sfârșitul secolului al XI-lea psaltirile au devenit deosebit de răspândite - psalmii erau recitați de membrii clerului în diferite momente ale liturghiei, deci psaltirile erau cărți liturgice semnificative în principalele biserici.
Au existat diferite scheme pentru aranjarea psalmilor în grupuri. Pe lângă cei 150 de psalmi, psaltirile medievale conțineau de multe ori un calendar bisericesc, o litanie a sfinților, canticele din Vechiul și Noul Testament și alte texte cu rol religios. Selecția sfinților menționați în calendar și litanii a variat foarte mult și poate da adesea indicii cu privire la proprietarul original al manuscrisului, deoarece mănăstirile și patron individuali îi alegeau pe acei sfinți care aveau o semnificație aparte pentru ei.
Multe psaltiri erau bogat decorate cu miniaturi pe întreaga pagină, precum și cu inițiale decorate. Din inițialele cel mai important este, în mod normal, așa-numitul „Beatus initial”, bazat pe litera „B” din cuvintele Beatus vir... („Binecuvântat este bărbatul...”) de la începutul Psalmului 1. Acesta avea, de obicei, cea mai elaborată decorație dintr-o psaltire cu anluminări, ocupând adesea o pagină întreagă pentru prima literă sau primele două cuvinte. Literele lărgite sau anluminările pe o pagină întreagă erau folosite, de asemenea, pentru a marca începuturile celor trei secțiuni majore ale psalmilor sau diverse lecturi zilnice și îi ajutau pe cititori să ajungă mai repede la partea relevantă a textului (cărți medievale nu aveau aproape niciodată paginile numerotate). Multe psaltiri, în special ce datează începând din secolul al XII-lea, includeau un ciclu prefațator bogat decorat – o serie de anluminări pe pagini întregi ce precedau psalmii, ilustrând de obicei povestea patimilor sau narațiuni din Vechiul Testament. Astfel de imagini contribuiau la creșterea statutului cărții și ajutau, de asemenea, la obținerea unei stări de contemplare în practicarea devoțiunilor personale.
Psaltirea este, de asemenea, parte a Ceaslovului sau a Breviarului, folosit în celebrarea Liturghiei Orelor în lumea creștină răsăriteană și, respectiv, apuseană.

## Creștinismul răsăritean

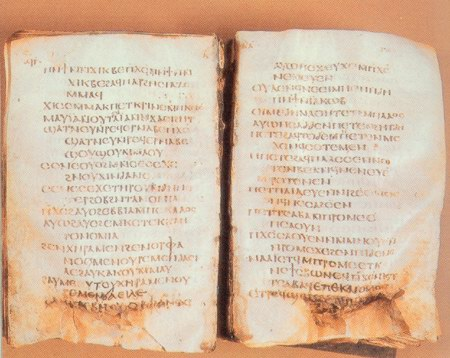
Psaltirea Mudil, cea mai veche psaltire completă în limba coptă (Muzeul Coptic, Egipt, Cairo creștin).

Psaltirile fără anluminări scrise în limba coptă includ unele dintre cele mai vechi codexuri (cărți legate) păstrate; cea mai veche psaltire coptă precede cea mai veche psaltire apuseană (irlandeză) cu mai mult de un secol. Psaltirea Mudil, cea mai veche psaltire coptă completă, datează din secolul al V-lea. Ea a fost descoperită în cimitirul copt Al-Mudil dintr-un mic oraș de lângă Beni Suef, Egipt. Codexul se afla deschis în mormântul unei tinere fete, care-și odihnea capul pe el. Cercetătorul John Gee a susținut că aceasta reprezintă o continuare culturală a tradiției egiptene antice de a pune Cartea Morților în morminte și sarcofage.
Psaltirea Pahlavi este un fragment dintr-o traducere persană a unei versiuni siriace a Cărții Psalmilor, datată din secolul al VI-lea sau al VII-lea. În creștinismul răsăritean (Biserica Ortodoxă și în epoca modernă și Biserica Greco-Catolică), Cartea Psalmilor era împărțită pentru scopuri liturgice în 20 de catisme sau secțiuni, pentru citirea la Vecernie și Utrenie. Fiecare catismă este împărțită în trei stări, de la stasis, a ședea, pentru că fiecare stare se termină cu Slavă Tatălui..., la care toată lumea se ridică. Citirea catismelor este programată astfel încât toată psaltirea se citește în curs de o săptămână (în timpul Postului Mare ea este citită de două ori într-o săptămână). În Săptămâna Luminată (Săptămâna Paștelui) nu se citește din Psalmi. Psaltirile ortodoxe conțin, de obicei, cantice biblice care sunt citite la canonul Utreniei în timpul Postului Mare.
Tradiția ortodoxă încetățenită a înmormântării creștine includea citirea psalmilor în timpul prohodului din biserică, unde persoana decedată rămânea în noaptea de dinaintea înmormântării (o copiere a prohodului din Vinerea Mare). Unele psaltiri ortodoxe conțin, de asemenea, rugăciuni speciale pentru cei adormiți în acest scop. În timp ce întreaga tradiție funerară este tot mai puțin respectată în practică, psaltirea este încă folosită uneori în timpul priveghiului.

## Psaltiri renumite

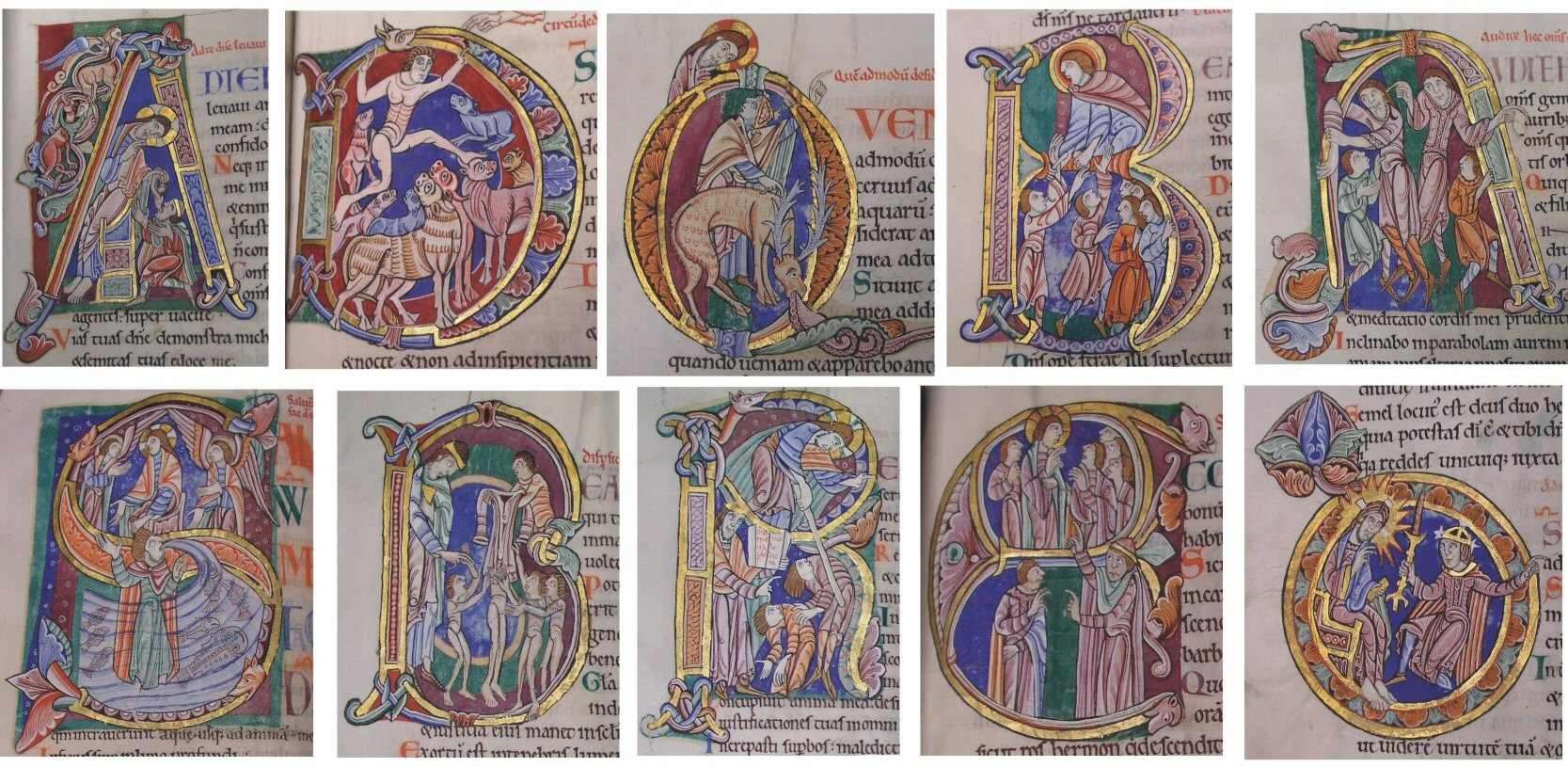
Inițialele de la începutul psalmilor în Psaltirea de la St Albans.

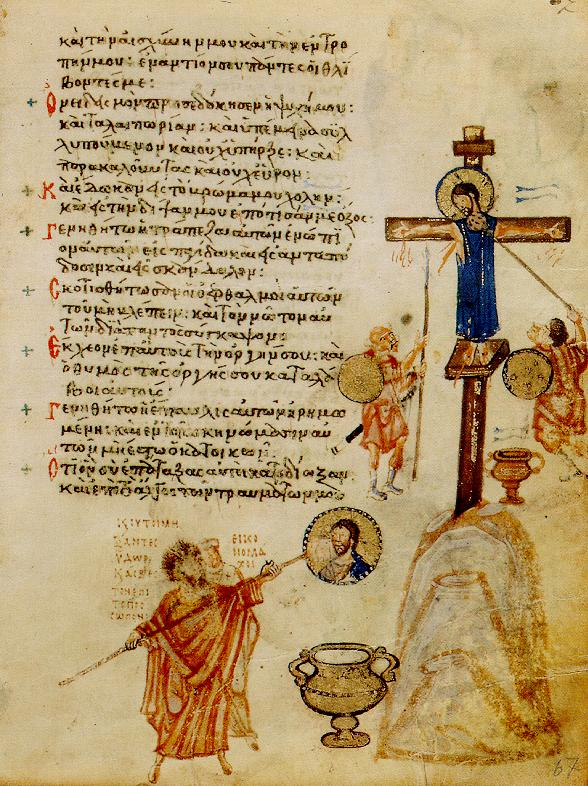
Pagină a Psaltirii Hludov (secolul al IX-lea).

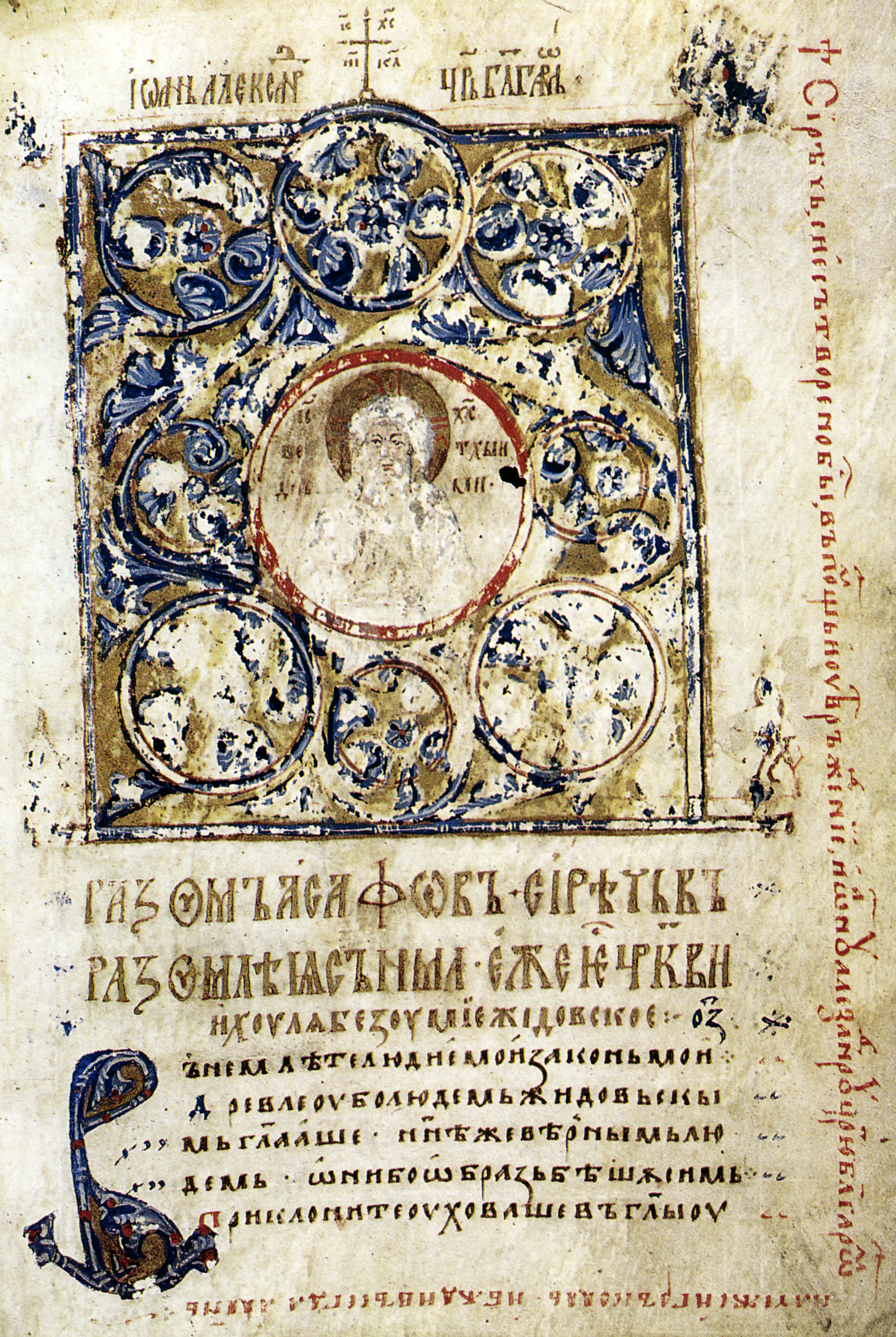
Psaltirea de la Sofia (1337).

### Manuscrise

#### Medievale timpurii
- Psaltirea lui St. Germain din Paris, sec. al VI-lea[6]
- Cathach-ul Sf. Columba, începutul secolului al VII-lea
- Psaltirea de la Faddan More
- Psaltirea Vespasian, al doilea trimestru al sec. al VIII-lea
- Psaltirea de la Montpellier
- Psaltirea Hludov, al treilea trimestru al sec. al IX-lea
- Psaltirea de la Southampton
- Psaltirea de la Utrecht, sec. al IX-lea
- Psaltirea Salaberga[7]
- Psaltirea Lothar, 840-855, British Library, plus MS 37768[8]
- Psaltirea de la Stuttgart

#### Medievale
- Psaltirea de la Paris, sec. al X-lea
- Psaltirea de la Ramsey
- Psaltirea lui Gertrude, sf. sec. al X-lea, anluminuri de la mijlocul sec. al XI-lea
- Psaltirea lui Theodore, 1066, la British Library
- Psalterium Sinaiticum, sec. al XI-lea
- Psaltirea reginei Melisende, circa 1135
- Psaltirea lui Eadwine, c. 1160
- Psaltirea Harley
- Psaltirea de la St Albans
- Psaltirea de la Winchester
- Psaltirea de la Westminster
- Psaltirea lui Felbrigge
- Psaltirea de la Canterbury (Psaltirea anglo-catalană sau Psaltirea de la Paris), c. 1200 și 1340
- Psaltirea Sf. Ludovic
- Psaltirea Ormesby, începutul sec. al XIII-lea, Biblioteca Bodleiană[9]
- Psaltirea Potocki, mijlocul secolul al XIII-lea, aflată acum la Varșovia cu foi desprinse în altă parte.[10]

#### Medievale târzii
- Psaltirea lui Luttrell
- Psaltirea de la Gorleston
- Psaltirea lui Macclesfield
- Psaltirea de la Tickhill
- Psaltirea de la Sofia
- Psaltirea lui Tomich
- 232/15 Psaltirea de la OPenn[nefuncțională]
- Psaltirea de la Kiev din 1397
- Psaltirea lui Jean, Duce de Berry
- Psaltirea Burnet

#### Moderne timpurii / tudoriene
- Psaltirea lui Henric al VIII-lea
- Psaltirea reginei Maria I
- Psaltirea dascălului Filip
- 1953-128-7 Psaltirea liturgică de la OPenn

### Ediții tipărite

#### Incunabule
- Psalterium Romanum, 1457 [Mainz], Johann Fust și Peter Schöffer. Prima psaltire tipărită.[11]
- Psalterium Benedictinum, 1459 [Mainz], Johann Fust și Peter Schöffer. Cea de-a doua psaltire tipărit psaltirea.[12]

#### Ediții moderne timpurii
- Psaltirea de la Geneva, 1562
- Psaltirea lui David, o traducere în poloneză a Cărții Psalmilor realizată de Jan Kochanowski, 1579
- Psaltirea Scoțiană,1635 și 1650
- Bay Psalm Book, 1640, prima carte tipărită în America Britanică. Psalmii incluși în psaltire sunt traduceri în vers metric în limba engleză.[13]
- Psaltirea din New England

#### Ediții moderne
- Psalmii Grail, 1963, 2008
- Psaltirea ICEL, 1995